# Oltári csajok
Az Oltári csajok 2017-es, hétköznaponként jelentkező magyar televíziós filmsorozat volt, amely az RTL II-n futott. Műfaját tekintve romantikus filmsorozat és telenovella. A tévéfilmsorozat készítője a Paprika Latino Studios Kft volt. A forgatás 2017 májusában kezdődött és az alkotók összesen 100 részt (és egy bevezető részt) készítettek. A sorozat készítéséről szóló werkfilmet és a bevezető részt először az RTL Klub sugározta 2017. október 28-án, a többi részt az RTL II vetítette október 29-étől. A finálé, vagyis a 100. rész 2018. március 30-án került képernyőre.
A werkfilm stábja a gyártási folyamat szinte összes mozzanatát végigkövette, ott voltak minden különleges jelenet forgatásakor, valamint az utómunkáknál is, így számos exkluzív kulisszatitkot és érdekességet meg tudtak mutatni.

## Történet
Az Oltári csajok a három Erdész lány (Angéla, Hajnal, Piros) életét dolgozza fel, akik vidékről, Gödöllőről felköltöztek Budapestre és mindent megtesznek azért, hogy megházasodjanak egy fél év alatt, hogy megkapják a nénikéjük által (eredetileg Hajnalnak) ajándékozott birtokot.

## Szereplők

### Főszereplők
| Név | Színész                                      |
| --- | -------------------------------------------- |
| Erdész Angéla | Horváth Sisa Anna Reichel Emma (gyermekként) |
| Az Erdész lányok legidősebb tagja, Hajnal és Piros testvére. Mindig kavar a háttérben. Márk vele csalta meg Hajnit eljegyzésük másnapján. |                                              |
| Erdész Hajnal | Hartai Petra Rajszki Emma (gyermekként)      |
| Az Erdész lányok középső tagja, Angéla és Piros testvére. Kedvence a főzés, az álma az, hogy eljusson Párizsba. A Büróban dolgozik. Legjobb barátja (a sorozat végére férje) Hegyi János.                                                                                             |                                              |
| Erdész Piros | Michl Júlia                                  |
| Az Erdész lányok legfiatalabb tagja, Angéla és Hajnal testvére. Kedves, de nagyon hiszékeny, naív. Már az első találkozásukkor beleszeretett Herczeg Kornélba. |                                              |
| Farkas Márk | Jaskó Bálint                                 |
| Hajnal jegyese volt, míg az eljegyzés másnapján meg nem csalta Angélával. Zenei producer. Az utolsó epizódban súlyos sérüléseket szenved, miután Angéla telefonját megérinti, és felrobban a szépségszalon (Szilvia tervének megfelelően), majd később a kórházban meghal.            |                                              |
| Hegyi János (Johnny) | Dér Zsolt                                    |
| Hajnal legjobb barátja, aki titokban szerelmes belé (a sorozat végén feleségül is veszi). Álma egy világkörüli utazás, de mindig közbejön neki valami. Anyja Hegyi Karola, a Büró vezetője, együtt laknak, mert Jani a félretett pénzét anyjának adta, hogy ki tudja fizetni a Bürót. |                                              |
| Herczeg Kornél | Ember Márk                                   |
| Egy gazdag család sarja, aki házmesteri gondnoknak adja ki magát. Piros szerelme. |                                              |

### Mellékszereplők
| Név | Színész                                      |
| --- | -------------------------------------------- |
| Hegyi Karola | Fehér Adrienn Urbán-Szabó Fanni (fiatalkori) |
| A Büró vezetője, János édesanyja. Kálmán párja lesz.                                                                                          |                                              |
| Tünde | Hűvösvölgyi Ildikó                           |
| Ildikó unokatestvére. Angéla, Hajnal és Piros nagynénje.                                                                                      |                                              |
| Erdész Ildikó | Szabó Gabi                                   |
| Béla felesége, Gábor özvegye, Angéla, Hajnal és Piros édesanyja.                                                                              |                                              |
| Vadász Béla | Dózsa Zoltán                                 |
| Ügyvéd, A lovardát vezeti, Ildikó férje, Angéla, Hajnal és Piros nevelőapja. Gábor barátja.                                                   |                                              |
| Bakonyi Lehel | Mohácsi Norbert                              |
| Virágkötő és virágbolt tulajdonos. Piros főnöke és barátja. Gergő barátja lesz.                                                               |                                              |
| Gyémánt Szilvia | Agócs Judit Béky Zsófia (fiatalkori)         |
| A Tükröm Tükröm szalon vezetője, Angéla főnöke majd üzlettársa végül riválisok lesznek és felrobbantja a szalont.                             |                                              |
| Herczeg Richárd | Tűzkő Sándor                                 |
| Üzletember. Kornél édesapja, Lili volt férje. Lili állandó kavarásából elege lett és ezért elváltak.                                          |                                              |
| Herczeg Lili | Nagy Enikő                                   |
| Kornél édesanyja, Richárd volt felesége. Állandóan kavar és mindent úgy irányít, hogy neki kedvező legyen, végül emiatt válnak el Richárddal. |                                              |
| Farkas István | Illyés Barna                                 |
| Biztonsági őr. Márk édesapja. Kálmán unokatestvére. Noémi nagyapja. Később külföldre költözik.                                                |                                              |
| Láng Manfréd | Köleséri Sándor                              |
| Szilvia üzlettársa és ismerőse. Egy ideig Angéla vőlegénye volt. Eszter férje.                                                                |                                              |
| Varga Gusztáv | Kanalas Dániel                               |
| Lovász az Erdész birtokon, szerelmes volt Pirosba.                                                                                            |                                              |
| Juhász Bianca | Danics Dóra                                  |
| Márk exbarátnője. Noémi anyja. Drogfüggő. Később Noémi miatt elment az elvonóra.                                                              |                                              |
| Juhász Noémi | Végh Bíborka                                 |
| Márk és Bianca lánya. István unokája. Miután Bianca elment az elvonóra és Márk meghalt, Angéla neveli őt.                                     |                                              |
| Dr. Molnár György | Őze Áron                                     |
| Karola orvosa. Egy ideig Karola szerelmes volt belé.                                                                                          |                                              |
| Farkas Kálmán | Páll Zsolt                                   |
| Rendőrségen dolgozott, később testőr volt. István unokatestvére. Márk nagybátyja. Karola párja lesz.                                          |                                              |
| Furulyás Péter | Csizmadia Gergely Kós Mátyás (fiatalkori)    |
| Pr-os, szerelmes Szilviába. Egy ideig Angélával kavart és szövetkezett vele. De végül ismét Szilvia mellett kötött ki.                        |                                              |
| Szabó Viki | Ostorházi Bernadett                          |
| Ildikó és Gábor eltitkolt lányát játssza el. Végül kiderült az igazság és elment.                                                             |                                              |
| Boros András | Kaszás Mihály                                |
| Alkoholista. Richárd régi barátja és üzlettársa. Lili miatt visszaszokott az alkoholra.                                                       |                                              |
| Fehér Rózsa | Herman Flóra                                 |
| Kornél előző szerelme. Egy ideig kómában feküdt. Lilivel szövetkezett végül, Kornél szakított vele.                                           |                                              |
| Tálas Dóra | Kisfaludy Zsófia                             |
| Pincérnő, később Márk felfedezettje és énekesnő lesz. Biancával rivalizált.                                                                   |                                              |
| Vértes Vera | Litauszky Lilla                              |
| Énekesnő. Iván menyasszonya. Márkkal dolgozott együtt.                                                                                        |                                              |
| Erdész Gábor | Dévai Balázs                                 |
| Ildikó férje, Angéla, Hajni és Piros édesapja.                                                                                                |                                              |
| Takács Fanni | Tóth Ildikó                                  |
| Tudós-kutató. Angélával és Péterrel üzletel.                                                                                                  |                                              |
| Rádai Gergő | Csiby Gergely                                |
| Pincér, Lehel pasija lesz. |                                              |

### További szereplők
- Árvai Péter - Benő
- Babják Annamária - Grünhilda
- Bács Péter - Tomi
- Bakos Luca - háttértáncos
- Bakos Szilvia - nővér
- Baksa Imre - Keller Kristóf
- Bárdosi Artúr - orvos
- Bárnai Péter - Horváth Xavér
- Benkő Nóra - Zsuzsa
- Bercsényi Péter - Gyárfás Erik
- Blahó Gergely - Alex
- Boldizsár Tünde - Jenő özvegye
- Brunner Márta - Tóth Anikó, Szilvia édesanyja
- Burák Dóra - Zizi
- Coco König [6] - némettanárnő
- Czibere Krisztián - Csaba, drogdealer
- Cservenák Vilmos - Haskó Tivadar
- Csombor Teréz - Mirella
- Dióssi Gábor - ékszerész
- Donáth Péter - fotós
- Durkó Zoltán - Kopasz
- Edelényi Vivien - Eszter, Manfréd felesége.
- Edvi Henrietta - Deák Edina
- Elek Ferenc - DJ Whitetrash (Karesz)
- Fantoly Nikolett - Kornél titkárnője
- Farkas Viktória - résztvevő a jógán
- Fazekas Géza - Báder nyomozó
- Fejes Rita - Dr. Erdélyi Zita
- Fekete Linda - Sára
- Ficzere Béla - tolvaj, András bűntársa
- Gere Dénes - bukméker
- Gosztonyi Csaba - Bakáts Anton
- Haffner Anikó - Résztvevő a jógán
- Hegedűs Miklós - Bauer
- Horváth Ákos - Dr. Kéri Arnold
- Illés-Nagy Maja - Zoé
- Kása Tímea - Miriam, jógaoktató
- Kékesi Gábor - Riporter
- Kenderes Csaba - Zsombor
- Kiss Diána Magdolna - Benkó Rebeka
- Lénárd Laura - Jonny randipartnere
- Lipka Péter - Kopasz
- Lukács Dániel - Iván
- Madarász Máté - Vili
- Melkvi Bea - banki ügyintéző
- Miller Dávid - Mészáros Krisztián (fiatalkori)
- Miller Zoltán - Mészáros Krisztián
- Monori Lili - Ica néni
- Nádas Gábor Dávid - Balogh Gergő (fiatalkori)
- Nádas György - Balogh Gergő
- Nagy-Mányok Ildikó - nővér
- Ódor Kristóf - Tompos Nándor
- Pácz Viktória - Rácz Ilona
- Perfetto Ida - Noémi osztálytársa
- Rádi Boglárka - Mimi
- Rainer-Micsinyei Nóra - nővér
- Rugly Csaba - futár
- Schök Norbert - Pultos
- Tolnai Klára - Bea, Pultos
- Tóth Máté - tetováló
- Vajda Pierre[7] - önmaga
- Vass Judit Gigi - eladó
- Vastag Csaba[8] - önmaga
- Végh Zsolt - Pap
- Vicei Zsolt - éttermi recepciós
- Vincze Márton - Futár
- Zsíros Linda - Mihályi Enikő

## További információ
- Oltári csajok az nlcafe.hu-n (magyarul)
- Oltári csajok a Kreatív Onlineon (magyarul)
- Oltári csajok a sorozatwiki.hu-n (magyarul)
- Oltári csajok[halott link] a 24.hu-n (magyarul)
- Így végződik az Oltári csajok[halott link] a femina.hu-n (magyarul)